# Tamara Danz
Lenore Tamara Danz (née le 14 décembre 1952 à Winne, morte le 22 juillet 1996 à Berlin) est une chanteuse allemande.

## Biographie
Tamara Danz est la fille d'une assistante maternelle et d'un ingénieur en mécanique qui deviendra conseiller commercial. Elle passe une partie de son enfance en Roumanie et en Bulgarie, où elle va dans une école russophone. À Berlin-Est, elle va d'abord au Heinrich-Hertz-Gymnasium à Adlershof, puis a Klement Gottwald à Treptow, où elle obtient l'abitur en 1971. Dans cette école, elle chante dans le groupe scolaire Die Cropies, dirigé par son petit ami de l'époque, Uwe Kropinski. Elle interrompt ses études d'interprète après environ un an et demi et, en 1973, sa candidature à l'Académie de musique Hanns Eisler est rejetée. Elle continue à chanter avec plusieurs groupes, dont Oktoberklub. De 1973 à 1976, elle a son premier engagement avec un groupe de rock professionnel, le Horst Krüger Band, avec Heinz-Jürgen Gottschalk, Michael Schwandt et Bernd Römer. Après trois ans de formation, elle obtient son certificat professionnel à l'école de musique de Friedrichshain en 1977.
En 1978, Tamara Danz rejoint le groupe Familie Silly, qui se rebaptise Silly en 1980. Danz est élue "Meilleure chanteuse de rock de l'année" par les critiques de la scène musicale de la RDA en 1981, 1983, 1985 et 1986. En 1986, elle est la chanteuse du groupe Gitarreros, où elle rencontre Uwe Hassbecker. Le 18 septembre 1989, elle est co-initiatrice et première signataire de la Resolution von Rockmusikern und Liedermachern qui exige l'admission de groupes d'opposition et des réformes politiques. Danz lit illégalement le texte lors des concerts.
Elle est l'une des premières à signer l'appel Für unser Land publié le 28 novembre 1989, qui appelle à un développement indépendant de la RDA. En 1990, elle participe à des tables rondes sur la réforme de la RDA. Plus tard, elle est cofondatrice du « Comité pour la justice ».
Elle écrit la majorité des paroles de l'album Hurensöhne en 1993 pour la première fois, et elle est la seule parolière de l'album Paradies en 1996. Elle est également productrice sur les deux albums. En 1994, Danz et d'autres musiciens de Silly fondent le studio Danzmusik à Münchehofe près de Berlin. En 1995, Tamara Danz reçoit un diagnostic de cancer du sein. Environ six mois avant sa mort en juillet 1996, elle épouse Uwe Hassbecker. Elle est enterrée au cimetière de Münchehofe.
Dans le quartier berlinois de Friedrichshain, à la suite de la proposition d'un groupe de travail de l'assemblée du conseil de district, une rue près de la gare de l'Est et de la Mercedes-Benz Arena, une rue est nommée en l'honneur de Tamara Danz le 16 novembre 2006.
Le 29 septembre 2018, la vie et l'œuvre de la chanteuse sont mises à l'honneur avec la première à l'Uckermärkische Bühnen Schwedt avec la comédie musicale Tamara.

## Source de la traduction
- (de) Cet article est partiellement ou en totalité issu de l’article de Wikipédia en allemand intitulé « Tamara Danz » (voir la liste des auteurs).

1. ↑  (de) Alexander Osang, Tamara Danz. : Legenden., Ch. Links, 1997, 223 p. (ISBN 3-86153-124-0), p. 199
2. ↑  « Tamara », sur Uckermärkische Bühnen Schwedt, 2018 (consulté le 5 septembre 2020)